# Marmota

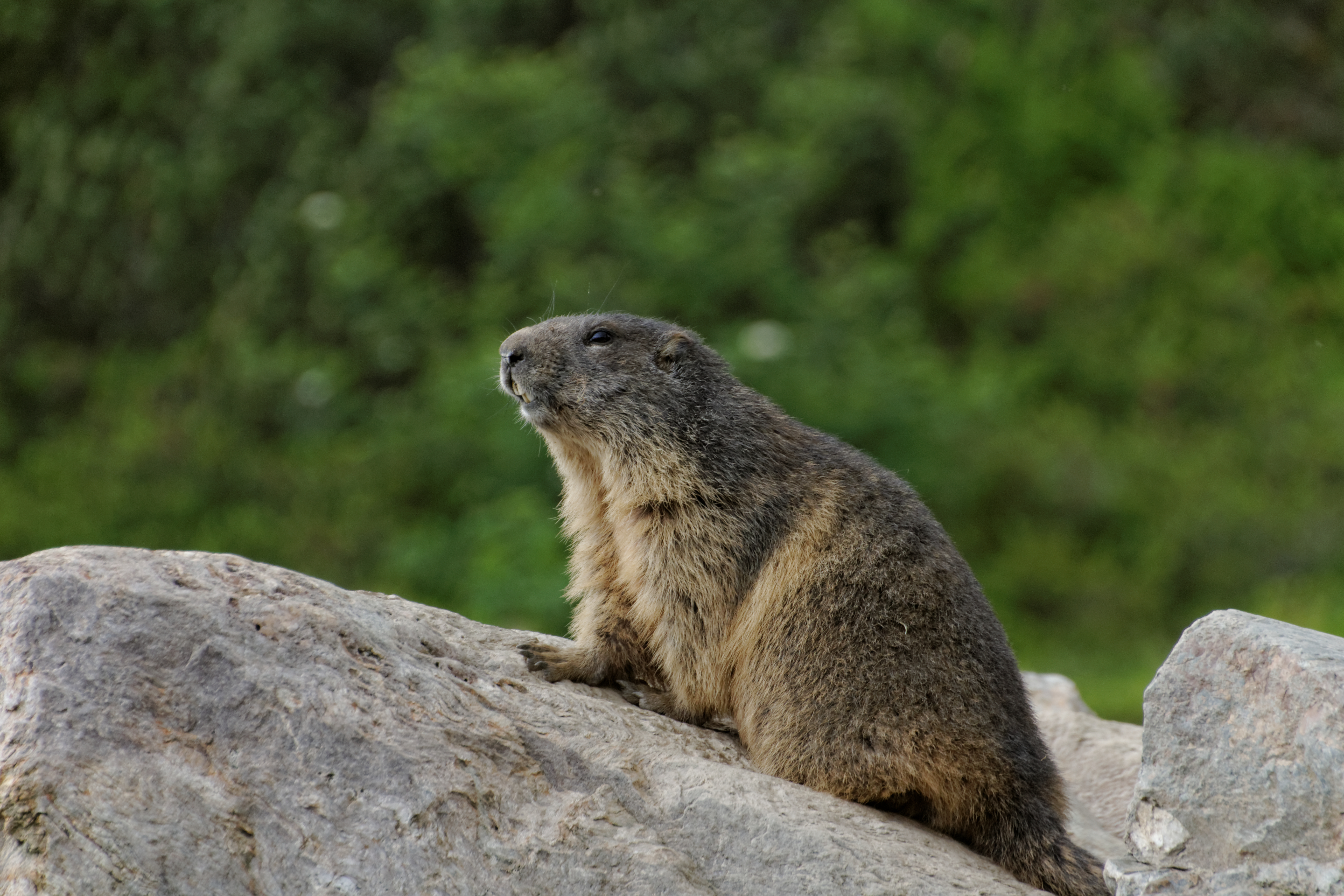
Marmota ở Áo

Marmota là một chi động vật có vú trong họ Sóc, bộ Gặm nhấm. Chi này được Blumenbach miêu tả năm 1779. Loài điển hình của chi này là Marmota marmota Linnaeus, 1758.

## Các loài
Chi này gồm 15 loài. Danh sách các loài trong chi Marmota được công nhận bởi Thorington và Hoffman cộng với loài được xác định gần đây M. kastschenkoi. Chúng được chia thành hai phân chi.
- Chi Marmota – macmot
  - Phân chi Marmota
    - Alpine marmot, M. marmota chỉ được tìm thấy ở châu Âu ở Alps, bắc Apennines ở Italia, dãy núi Carpathia, dãy núi Tatras, và được du nhập lại ở Pyrenees
    - Marmota kastschenkoi được tìm thấy ở phía nam Nga[3]
    - Macmot xám hay macmot Altai, Marmota baibacina được tìm thấy ở Siberia
    - Macmot Bobak, Marmota bobak được tìm thấy từ Trung Âu đến Trung Á
    - Macmot Alaska, macmot Brower, hay macmot dãy núi Brooks, Marmota broweri được tìm thấy ở Alaska
    - Macmot chỏm đen, Marmota camtschatica được tìm thấy ở đông Siberia
    - Macmot đuôi dài, macmot vàng, hay macmot đỏ, Marmota caudata được tìm thấy ở Trung Á
    - Macmot Himalaya lợn tuyết Tây Tạng, Marmota himalayana được tìm thấy ở dãy Himalaya
    - Macmot Menzbier, Marmota menzbieri được tìm thấy ở Trung Á
    - Groundhog, woodchuck, hoặc whistlepig, Marmota monax được tìm thấy ở phần lớn Bắc Mỹ
    - Macmot Tarbaga, macmot Mông Cổ, hay tarvaga, Marmota sibirica được tìm thấy ở Siberia

  - Phân chi Petromarmota
    - Hoary marmot, Marmota caligata được tìm thấy ở tây bắc Bắc Mỹ (Canada và Alaska)
    - Macmot bụng vàng, Marmota flaviventris được tìm thấy ở tây nam Canada và tây Hoa Kỳ
    - Macmot Olympic, Marmota olympus đặc hữu của bán đảo Olympic, Washington, Hoa Kỳ
    - Macmot đảo Vancouver, Marmota vancouverensis đặc hữu của đảo Vancouver, British Columbia, Canada

Ngoài ra còn có bốn loài tuyệt chủng được công nhận từ hóa thạch:
- †Marmota arizonae, Arizona, Hoa Kỳ
- †Marmota minor, Nevada, Hoa Kỳ
- †Marmota robusta, Trung Quốc
- †Marmota vestus, Nebraska, Hoa Kỳ

## Hình ảnh

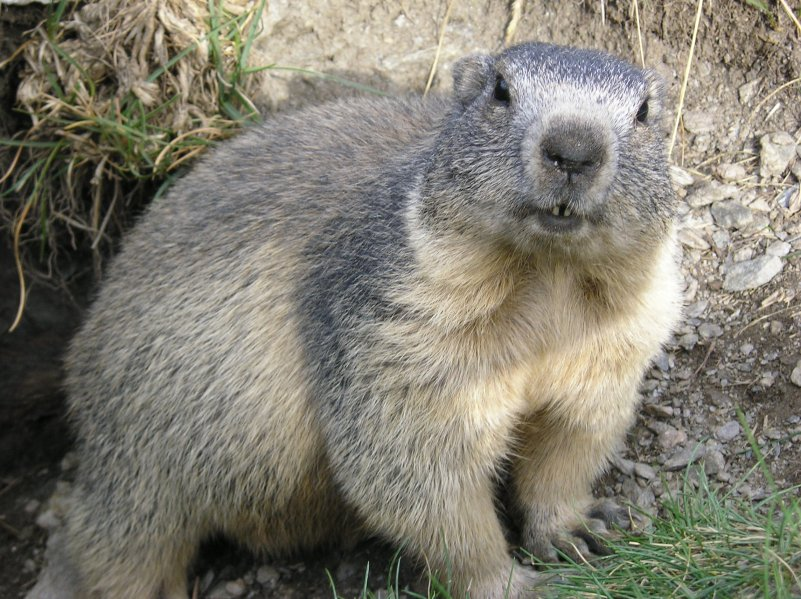
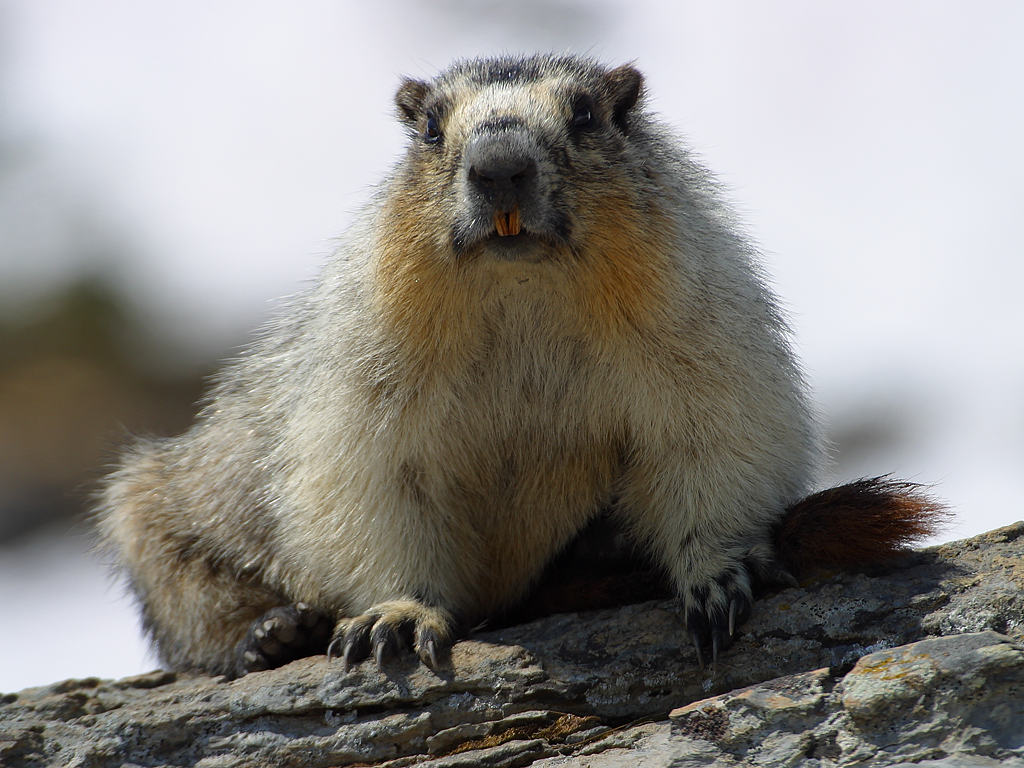
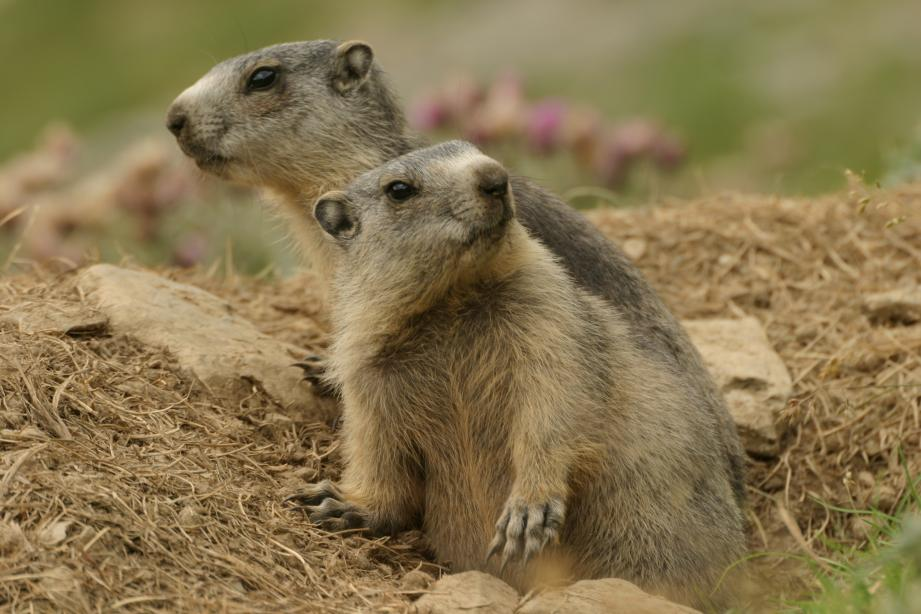
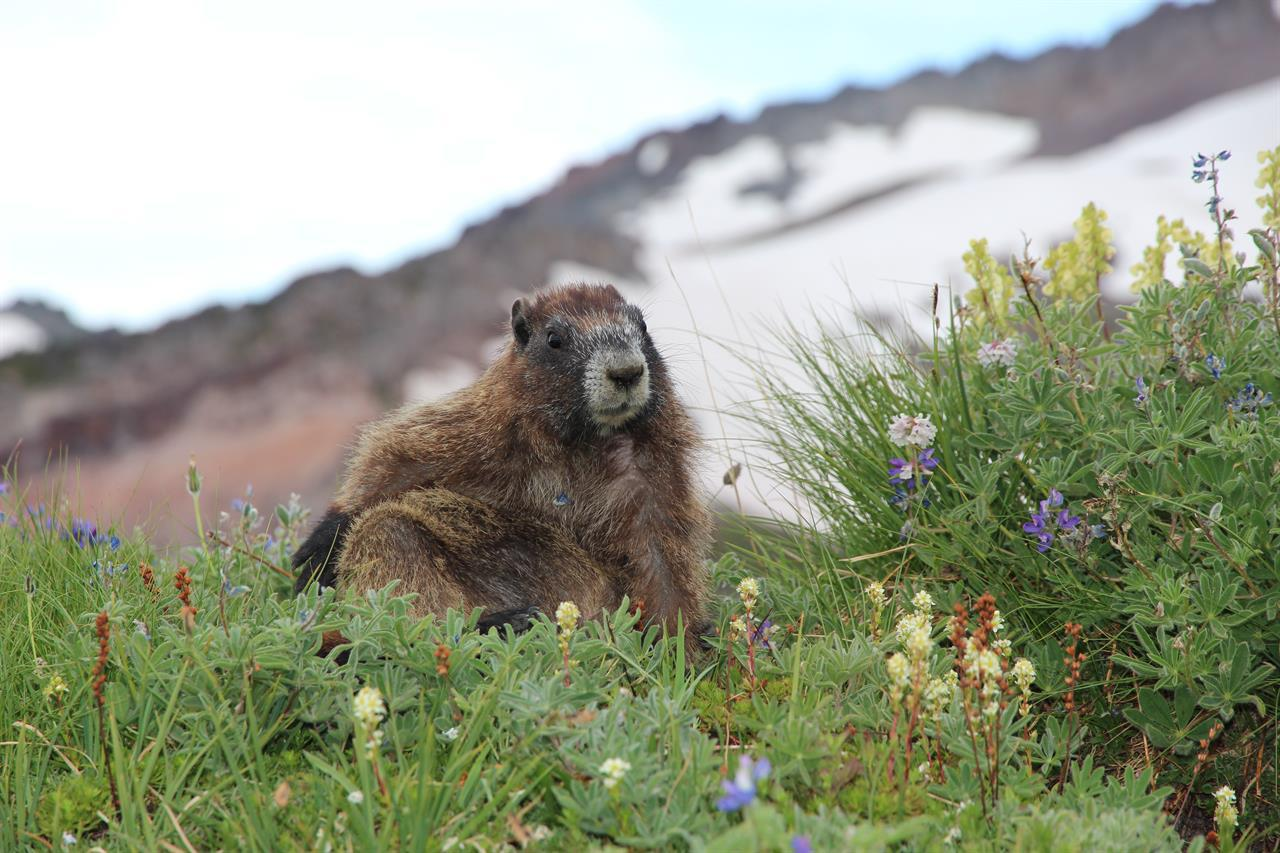